# Cinturón a Mallorca
El Cinturón a Mallorca (oficialmente: Cinturón Ciclista Internacional a Mallorca) fue una carrera ciclista española por etapas. 
La prueba estaba reservada a ciclistas amateurs hasta la creación de los Circuitos Continentales UCI en 2005, en la que se integró al circuito profesional del UCI Europe Tour dentro de la categoría 2.2 (última categoría del profesionalismo). Su última edición fue en el 2011.

## Palmarés
| Año     | Ganador                | Segundo             | Tercero                 |
| ------- | ---------------------- | ------------------- | ----------------------- |
| 1964    | Francisco Juan Granell | Jordi Cañellas      | Gabriel Mascaró         |
| 1965    | Antoni Cerdà           |                     |                         |
| 1966    | José Ramón Goyeneche   |                     |                         |
| 1967    | Manuel Iborra          |                     |                         |
| 1968    | Francisco Galdós       |                     |                         |
| 1969    | Manuel Andrade         |                     |                         |
| 1970    | José Casas             |                     |                         |
| 1971-72 | No se disputó          |                     |                         |
| 1973    | Manuel Esparza         |                     |                         |
| 1974    | Jesús Lindez           | José Nazábal        | Francisco Javier Cedena |
| 1975    | Francisco Fernández    | Miguel Verdera      | Paulino Martínez        |
| 1976    | Sean Kelly             |                     |                         |
| 1977    | Faustino Rupérez       |                     |                         |
| 1978    | José Antonio Cabrero   |                     |                         |
| 1979    | Anders Adamsson        |                     |                         |
| 1980    | Angel Camarillo        |                     |                         |
| 1981    | Enrique Aja            |                     | Marc Van den Brande     |
| 1982    | Daniel Heggli          | Peter Wollenmann    | Enrique Aja             |
| 1983    | Peter Wollenmann       |                     |                         |
| 1984    | José Salvador Sanchis  | Juan Gomila         | Patrick Jacobs          |
| 1985    | Mauro Ribeiro          |                     | Joaquim Faura           |
| 1986    | Luc Suykerbuyk         |                     | Bernardo Mazón          |
| 1987    | Agustín Sebastià       |                     | Mario Gentili           |
| 1988    | Luigi Bielli           | Tom Cordes          | Serafín Riera           |
| 1989    | Juan Alberto Reig      | Marco Toffali       | Fernando Pinero         |
| 1990    | Evgeny Zagrebelny      | Viktor Rjaksinski   |                         |
| 1991    | Vladimir Kozárek       |                     |                         |
| 1992    | Arvis Piziks           | Petr Konečný        |                         |
| 1993    | Michael Andersson      | Antonio Vargas      | Joaquim Migueláñez      |
| 1994    | Frederik Bertelsen     | Jan Bo Petersen     | Dirk Müller             |
| 1995    | Frederik Bertelsen     | Oscar Camenzind     | Andrea Guidotti         |
| 1996    | Ruslan Ivanov          | Sergio Rodríguez    | César García Calvo      |
| 1997    | Martin Rittsel         | Bo André Namtvedt   | Hanskurt Brand          |
| 1998    | Henrik Sparr           |                     |                         |
| 1999    | Juan Manuel Fuentes    | José Guillén        | Guennadi Mikhailov      |
| 2000    | Vladimir Karpets       |                     |                         |
| 2001    | Bradley Wiggins        | Enrico Poitschke    | Guillermo Ferrer        |
| 2002    | Sergi Escobar          | Christophe Cousinie | Oleg Rodionov           |
| 2003    | Lars Teutenberg        | Sergi Escobar       | Carlos Zárate           |
| 2004    | Alexis Rodríguez       | Marino Sánchez      | Norbert Poels           |
| 2005    | Dmitry Kozontchuk      | Linus Gerdemann     | Francisco Torrella      |
| 2006    | Pavel Brutt            | Gabriel Rasch       | Pedro Romero            |
| 2007    | Richard Faltus         | Marcel Fischer      | Josu Mondelo            |
| 2008    | Dirk Müller            | Jörg Lehmann        | Carlos Ospina           |
| 2009    | Sergio Henao           | Dirk Müller         | Enrique Salgueiro       |
| 2010    | Sergio Mantecón        | David Belda         | Sven Krauss             |
| 2011    | Iker Camaño            | Tadej Valjavec      | Ian Bibby               |

## Palmarés por países
| País            | Victorias |
| --------------- | --------- |
| España          | 21        |
| Suecia          | 4         |
| Rusia           | 3         |
| Suiza           | 2         |
| Dinamarca       | 2         |
| Alemania        | 2         |
| Irlanda         | 1         |
| Brasil          | 1         |
| Países Bajos    | 1         |
| Italia          | 1         |
| Ucrania         | 1         |
| República Checa | 1         |
| Letonia         | 1         |
| Moldavia        | 1         |
| Reino Unido     | 1         |
| Colombia        | 1         |